# 테트라메틸벤젠
테트라메틸벤젠(영어: tetramethylbenzene)은 방향족 탄화수소의 일종이며, 치환기로 4개의 메틸기(–CH3)를 갖는 벤젠 고리로 구성된다. 다른 배열을 통해 분자식이 C10H14인 세 가지 구조 이성질체를 형성한다. 테트라메틸벤젠은 또한 C4-벤젠 그룹에 속한다. 가장 잘 알려진 이성질체는 듀렌이다.
- 1,2,3,4-테트라메틸벤젠 (프레니텐)
- 1,2,3,5-테트라메틸벤젠 (아이소듀렌)
- 1,2,4,5-테트라메틸벤젠 (듀렌)

| 계통명       | 1,2,3,4-테트라메틸벤젠 | 1,2,3,5-테트라메틸벤젠 | 1,2,4,5-테트라메틸벤젠 |
| ------------ | ---------------------- | ---------------------- | ---------------------- |
| 관용명       | 프레니텐               | 아이소듀렌             | 듀렌                   |
| 구조식       |                        |                        |                        |
| CAS 등록번호 | 488-23-3               | 527-53-7               | 95-93-2                |
모든 이성질체는 분자량이 134.22 g/mol이며, 화학식이 C10H14이다.

## 같이 보기
- 다이메틸벤젠 (자일렌)
- 트라이메틸벤젠
- 펜타메틸벤젠
- 헥사메틸벤젠